# Thallophaga
Thallophaga là một chi bướm đêm thuộc họ Geometridae.